# RGS3
RGS3‏ (Regulator of G protein signaling 3) هوَ بروتين يُشَفر بواسطة جين RGS3 في الإنسان.
يشفر هذا الجين عضوًا من عائلة منظم إشارات البروتين ج (RGS). هذا البروتين هو بروتين منشط لإنزيم GTP-ase والذي يثبط نقل الإشارة بوساطة البروتين ج. البروتين موجود في العصارة الخلوية إلى حد كبير، لكن تنشيط البروتين ج يؤدي إلى انتقال هذا البروتين إلى الغشاء البلازمي. كما تم وصف شكل نووي لهذا البروتين، لكن تسلسله لم يتم تحديده. تم وصف العديد من المتغيرات المنسوخة المتصالبة بشكل بديل لهذا الجين، لكن الطبيعة الكاملة لبعض النسخ غير معروفة بعد.